# Dzisiaj z Betleyem
Dzisiaj z Betleyem – czwarty album Anny Marii Jopek, wydany w roku 1999. Nazwa płyty wiąże się z nazwiskiem jej producenta muzycznego – Pawła Betleya.

## Lista utworów
1. „Gdy śliczna Panna”
2. „Dzisiaj w Betlejem”
3. „Mędrcy świata, monarchowie”
4. „Bracia patrzcie jeno”
5. „Jezus malusieńki”
6. „Z narodzenia Pana”
7. „Lulajże, Jezuniu”
8. „W żłobie leży”
9. „Bóg się rodzi”
10. „Gdy się Chrystus rodzi”
11. „Hej w Dzień Narodzenia”
12. „Mizerna cicha”
13. „Gdy śliczna Panna”